# Gmina Calhoun (Iowa)

Położenie Gminy Calhoun w hrabstwie Calhoun

Gmina Calhoun (ang. Calhoun Township) – gmina w USA, w stanie Iowa, w hrabstwie Calhoun. Według danych z 2000 roku gmina miała 166 mieszkańców.